# Акридиновые красители

Химическая структура акридина

Акридиновые красители — класс синтетических красителей, производных акридина. Класс красителей немногочисленен, представители окрашивают ткани и кожу в жёлтый, оранжевый и коричневый цвета с невысокой светостойкостью и имеют ограниченное применение, однако многие красители этого класса обладают хемотерапевтическим эффектом и используются в медицине как лекарственные препараты и антисептики.

## Описание
Красители акридинового ряда делятся на производные дифенил- и трифенилметана. К первым относятся профлавин и трипафлавин, обладающие бактериологическим и антисептическим действием. Ко вторым — хризофлавин, бензофлавин и другие.

Линейный транс-хинакридон

К акридиновым красителям также относятся хинакридоновые пигменты, которые являются производными различных модификаций линейного транс-хинакридона. Эти пигменты используются для получения эмалей, красок, окрашивания пластмасс и синтетических волокон и, в отличие от красителей, обладают высокой яркостью цвета, стабильностью и светостойкостью. Их окраска обычно находится в диапазоне от розового до фиолетового цветов.

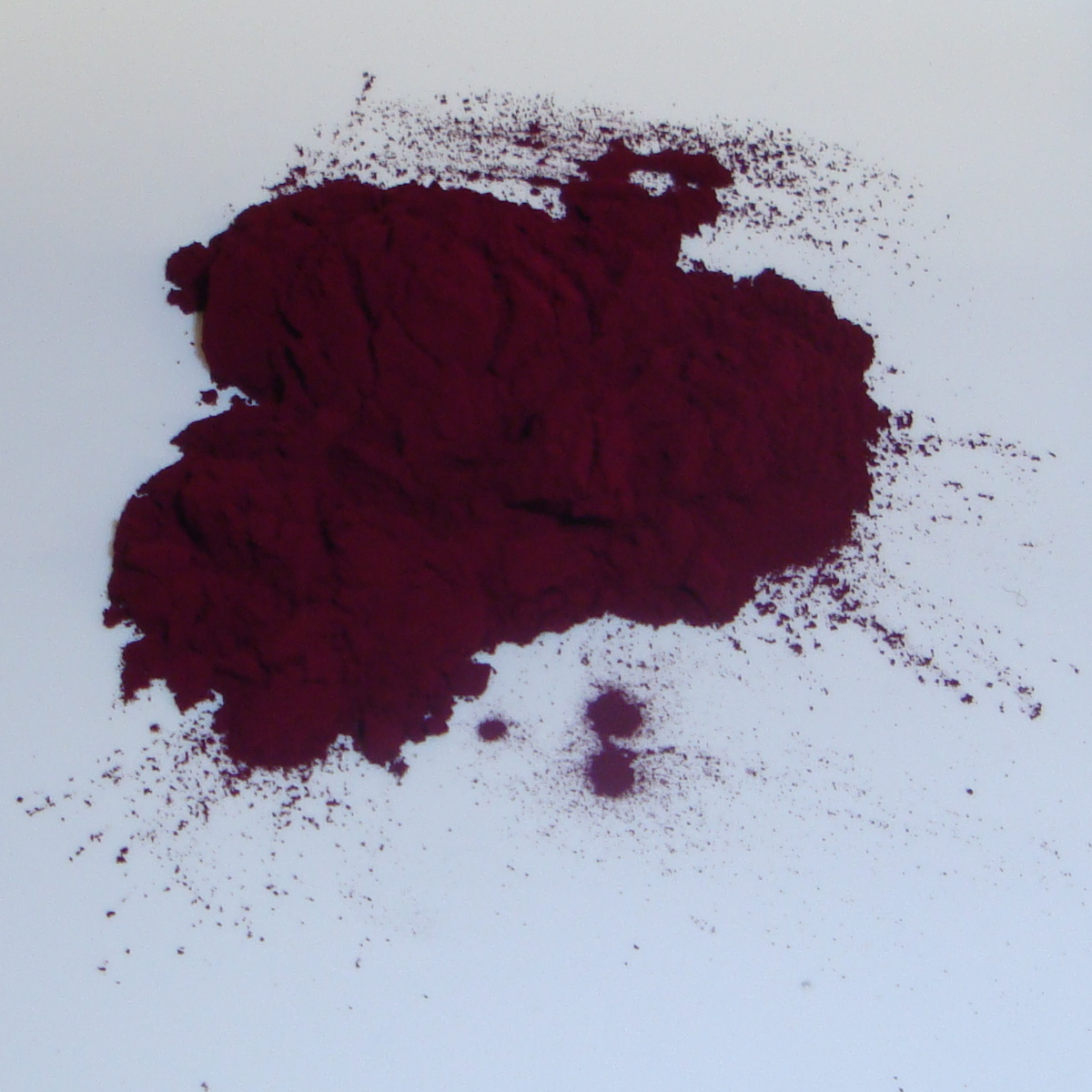
Пигмент PV 19, хинакридоновый фиолетовый, β-модификация
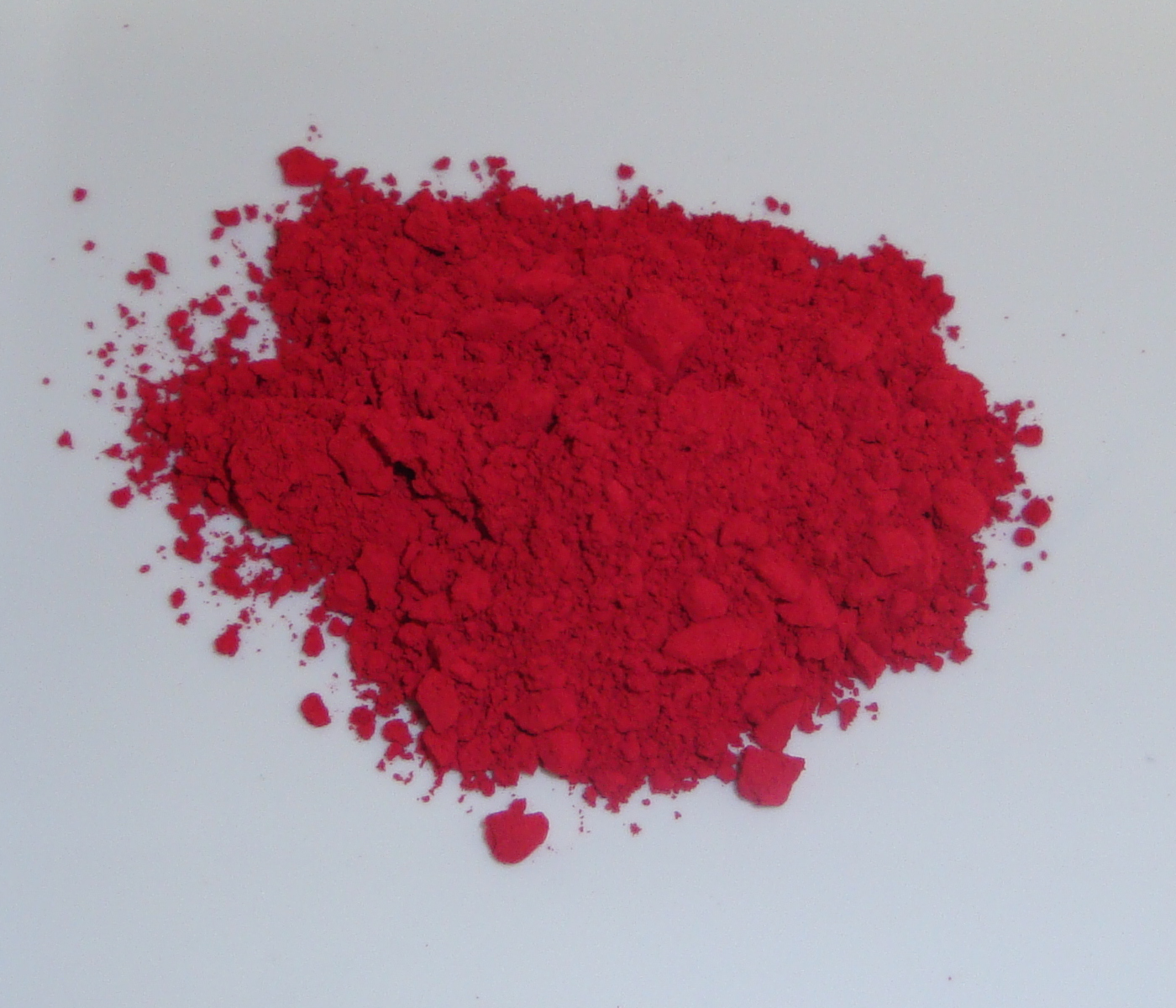
Пигмент PV 19, хинакридоновый фиолетовый, γ-модификация